# Водоспад Перунтанаруві
Водоспад Перунтанаруві (на мові Малаялам: പെരുന്തേനരുവി) — водоспад у Індійському штаті Керала. Це популярний туристичний напрямок. Одним берегом цього водоспаду є Кудамурутті, а другим берегом — Вечоочіра.

## Етимологія
Назва Перунтанаруві походить від двох малаяламських слів Perunthen (великий мед) і aruvi (потік).

## Розташування
Водоспад розташований на Західних Гатах хребта Сах'ядрі. Водоспади відомі своєю широкою площею, а не висотою.